# お幕場
お幕場（おまくば）は新潟県村上市にある、クロマツやアカマツを主体とした松林。また、その愛称。一部はお幕場森林公園（おまくばしんりんこうえん）として整備され、お幕場大池公園（おまくばおおいけこうえん）を併設する。

## 概要
お幕場は新潟県村上市塩谷から岩船港までの海岸沿いに存在する約3km、約175haの松原で、関東森林管理局下越森林管理署村上支署管轄の国有林に指定されている。もともとは村上藩の遊園行楽の場所であり、行楽の際に幕を張り巡らし野点等が行われたことから「お幕場」と呼ばれるようになった。現在は森林公園として整備されているほか、松原は日本の白砂青松100選に選出されている。

## 園内
園内はそれぞれのコンセプトを持たせた3つのエリアに大別されている。

### お幕場エリア
お幕場の由来ともなっているクロマツやアカマツの古木に覆われている。毎年5月中旬には地域団体主催の茶会が開催されている。

### 大池エリア
お幕場大池公園に隣接しており、約3haの砂丘湖「大池」がある。冬場には1000羽を超えるコハクチョウが飛来する。この他、遊歩道や湖上の水鳥などを観察できる展望台や出島もある。

### 砂山エリア
東屋や遊歩道が整備されている。自然観察教育林と森林レクリエーションの場として利用される。

## その他
昭和50年代後半からマツクイムシによる被害が目立つようになり、薬剤散布などの保全活動が行われている。

## アクセス
- 日本海東北自動車道神林岩船港ICから車で5分[1]
- JR羽越本線岩船町駅から車で5分、徒歩で約20分[1]

### 注略
1. ↑  2014年4月現在[1]。
2. ↑  2014年2月現在[5]。時期は不明だが216ha[6]という記述もある。なお、お幕場を含めた松林全体の面積は280haである[7]。